# Chrysobothris sericeifrons
Chrysobothris sericeifrons es una especie de escarabajo del género Chrysobothris, familia Buprestidae. Fue descrita científicamente por Théry en 1898.